# Sébastien Jeanneret
Sébastien Jeanneret (Le Locle, Neuchâtel kanton, 1973. december 12. –) svájci válogatott labdarúgó.
A svájci válogatott tagjaként részt vett az 1996-os Európa-bajnokságon.